# Maltese Light Infantry
Maltese Light Infantry (pol. Maltańska Lekka Piechota) – batalion lekkiej piechoty British Army, istniejący od 1800 do 1802 na Malcie, później brytyjskim protektoracie. Składał się z ośmiu kompanii maltańskich żołnierzy, i brał udział w wojnach rewolucyjnej Francji. Była to druga, po Maltese Cannoneers, maltańska formacja wojskowa na brytyjskiej służbie.
Brytyjscy żołnierze po raz pierwszy przybyli na Maltę w 1798 z zadaniem wsparcia Maltańczyków w ich powstaniu przeciwko Francuzom. 10 grudnia 1799 z Sycylii przybył 30. oraz 89. pułk piechoty z rozkazem wzmocnienia blokady Valletty, zajętej przez Francuzów. W lutym 1800 dowódca sił brytyjskich na Malcie Brigadier-General Thomas Graham poinformował swoich przełożonych, że ma zamiar zwiększyć ilość sił maltańskich biorących udział w blokadzie.
Pierwsze dwie kompanie Maltese Light Infantry sformowane zostały 2 kwietnia 1800, a do maja jednostka miała już osiem kompanii po 100 ludzi każda. Jednostka była tymczasowo dowodzona przez kapitana Jamesa Weira z Royal Marines, zanim 9 czerwca 1800 dowództwo objął generał Moncrieff. Oficerami młodszymi rangą zostali sierżanci z 30. i 89. regimentu. Żołd żołnierza w batalionie wynosił 8 pensów dziennie, zaś mundur składał się z niebiesko-szarego płaszcza z czerwonymi wyłogami i złotymi galonami, oraz żółtawych spodni.
Batalion walczył w blokadzie u boku maltańskich sił ochotniczych oraz regularnych jednostek brytyjskich, do czasu poddania się Francuzów  we wrześniu 1800. Na początku 1801 w batalionie było 747 mężczyzna rozlokowanych w fortach Manoel i Ricasoli, oraz odkomenderowanych do fortu Saint Angelo. Chociaż zadaniem jednostki była służba lokalna, 22 września 1801 na HMS „Athenienne” wysłanych zostało na Elbę 300 ochotników. Przybyli tam 11 października, odciążając oblegany garnizon brytyjski podczas oblężenia Porto Ferrajo.
Żołnierze odkomenderowani na Elbę powrócili na Maltę w kwietniu 1802, i wtedy też, po upływie dwuletniego okresu, na który zaciągnęli się żołnierze, batalion został rozwiązany. Wielu żołnierzy ponownie zaciągnęło się do nowo utworzonych Maltese Provincial Battalions.
Sztandar regimentu został przekazany jego pierwszemu dowódcy majorowi Weirowi. W 1884 jego syn zwrócił go Malcie, a ówczesny gubernator wyspy Arthur Borton przekazał go Royal Malta Fencible Artillery. Został on później przekazany do zbrojowni pałacowej w Valletcie.